# Mgławica Tulipan
Mgławica Tulipan (również Sharpless 101) – mgławica emisyjna znajdująca się w konstelacji Łabędzia. Mgławica ta jest położona około 8000 lat świetlnych od Ziemi w ramieniu Oriona Drogi Mlecznej. Nazwa mgławicy Tulipan opisuje jej kształt, przypominający rozkwitający kwiat widziany z boku. 
Mgławica Tulipan znajduje się na obszarze emisyjnym mgławic gwiazdozbioru Łabędzia. Obszar ten zawiera także najjaśniejsze i najsłynniejsze źródło promieniowania rentgenowskiego, Cygnus X-1.